# Salgótarján gazdasága
Az alábbi cikk Salgótarján gazdaságát írja le.

## Bővebben

### Ipar[1]
A városban az 1800-as években barnakőszenet találtak, amelynek elég jó volt a fűtőértéke, és az Acélgyárban használták fel a kohók fűtésére. Ugyanekkor (1877-ben) építették az acélgyárat. A Rimamurány-Salgótarjáni Vasmű Rt. annak idején az elit nehézipari művek közé tartozott. Mesterfokon képezték a szakmunkásokat. 1920-ig nagyobb ipari üzemek nem épültek, ám 1920-ban adták át az Öblösüveggyárat és a Tűzhelygyárat. Ezeknek az üzemeknek nagy jelentősége volt. Szintén az elit üzemekhez tartoztak. 1987 és 2009 között üveggyapotot is gyártottak a városban. Az üzem rengeteg áldozatot követelt (mind a munkaerőben, mind pedig a környéken lakókban).
A város fejlődésében sokáig döntő szerepe volt a barnakőszén-bányászatnak, amellyel az 1970-es évek elején felhagytak, mivel a tartalékok is kifogytak, illetve a munkaerő is fogyóban volt. Azóta a gépipar és a könnyűipar a jellemző. A több mint 100 éves múlttal rendelkező acélárugyártás gyakorlatilag megszűnt, egyedül a hideghengermű és a szöggyártó részleg üzemel. A város életében meghatározó volt az üveggyártás (sík- és öblösüveggyártás), azonban a síküveggyártás az 1990-es évek elején megszűnt. Ma már csak járműüveg készítése folyik, melyhez az alapanyagot az orosházi üveggyárból szállítják.Az öblösüveggyártás maradt ám a csőd szélén van a cég. A városban jelenleg egy ipari park található (Mitsuba üzem, Szolgáltatóház melyet irodák részére tartanak fenn, és még pár kisebb cég). A városfejlesztő projekt keretében remélhetőleg újból épülnek üzemek és egy új ipari park. Az ipari üzemek (Üveggyapot, Síküveggyár) a déli városrészre, a tűzhelygyár az öblösüveggyár a középső, míg az acélgyár a keleti városrészben található. Az egyes üzemek azért kerültek lakóépületek közelében, mert valószínűleg akkor ott még nem voltak lakóházak. Az egészségkárosítás megszüntetésének érdekében, illetve hogy kevés kén-dioxid, nitrogén-dioxid és szén-monoxid szűrőberendezésekkel látták el az egyes veszélyes ipari üzemeket. A veszélyes ipari üzemek környékén riasztóberendezéseket szereltek fel (vegyipari üzem és üveggyapot). A vegyipari üzem (köznyelvben vegyépszer) sem úgy működik mint régen, hasonlóan csak bizonyos részek működnek, mint az acél- és síküveggyárban.

### Szénbányászat
A Salgótarjáni Kőszénbánya Rt. sokáig a sikeres magyar bányák között volt. Ám 1970 körül a széntartalékok sajnos ezen a környéken kifogytak, a gazdaságtalan termelés annak idején is közbeszólt.

### Környezetvédelem
A városi környezetvédelemre sokat fordítanak. A szennyezőanyagok kibocsátását csökkenti az erdő közelsége illetve az hogy az ipari üzemekbe szűrőberendezéseket építettek. 1961-óta működik a városban szennyvíztisztító és 2002-óta hulladéklerakó rendszer. A lerakó megépítésének ellenére a városban sok a felelőtlenül eldobott hulladék és az illegális szemétlerakó. Ezeket próbálják felszámolni minél hamarabb. A város 1993-ban vezette be a szemétdíjat illetve szelektív hulladékgyűjtő-szigeteket alakítottak ki. Ezeknek a hulladékgyűjtő szigetek a nagyobb és forgalmasabb részeken helyezkednek el. Itt úgynevezett komplex szigeteket építettek. A kisebb telepeken 2 db konténerből álló gyűjtőszigetek épültek.